# Hannah Montana, le film (bande originale)
 (octobre 2016).
Si vous disposez d'ouvrages ou d'articles de référence ou si vous connaissez des sites web de qualité traitant du thème abordé ici, merci de compléter l'article en donnant les références utiles à sa vérifiabilité et en les liant à la section « Notes et références ».

Hannah Montana, le film est la bande originale du film du même nom.

## Synopsis
Le film raconte la vie d'une simple lycéenne, Miley Stewart qui mène en même temps une double vie, celle d'une star planétaire, sous le nom de Hannah Montana, qui essaie de tout faire pour que cette double vie fonctionne pour le mieux.
Hannah Montana, le film montre une fille capricieuse qui décide de faire passer sa vie de star avant sa vie de lycéenne. Au fur et à mesure, elle déçoit ses amis et même sa famille. C'est pour cela que le père de la jeune fille (Billy Ray Cyrus) veut la ramener sur ses terres natales, dans le Tennessee. Mais le retour à la réalité n'est pas si simple pour la jeune fille, car la vie de star lui manque beaucoup. Le film est à la fois une comédie familiale, qui apporte de l'humour mais aussi quelques émotions, qui se font ressentir à travers l'écran. Notamment, lorsque l'amour intervient, entre Miley et un jeune homme qu'elle a rencontré au Tennessee. Cette rencontre va lui faire tourner la tête, à tel point qu'elle va décider de révéler son grand secret par amour pour lui. 

## Liste des chansons et leurs interprètes
| N°  | Titre                                 | Interprète                     |
| --- | ------------------------------------- | ------------------------------ |
| 1.  | You'll always find your way back home | Miley Cyrus                    |
| 2.  | Let's get crazy                       | Miley Cyrus                    |
| 3.  | The good life                         | Miley Cyrus                    |
| 4.  | Everything I want                     | Steve Rushton                  |
| 5.  | Don't walk away                       | Miley Cyrus                    |
| 6.  | Hoedown throwdown                     | Miley Cyrus                    |
| 7.  | Dream                                 | Miley Cyrus                    |
| 8.  | The climb                             | Miley Cyrus                    |
| 9.  | Butterfly fly away                    | Miley Cyrus et Billy Ray Cyrus |
| 10. | Backwards                             | Rascal Flatts                  |
| 11. | Back to tennessee                     | Billy Ray Cyrus                |
| 12. | Crazier                               | Taylor Swift                   |
| 13. | Bless the broken road                 | Rascal Flatts                  |
| 14. | Let's do this                         | Miley Cyrus                    |
| 15. | Spotlight                             | Miley Cyrus                    |
| 16. | Game over                             | Steve Rushton                  |
| 17. | What's not to like                    | Miley Cyrus                    |
| 18. | Best of both World 2009 (Movie mix)   | Miley Cyrus                    |